# Kanzeon Związek Buddyjski
„Kanzeon” Związek Buddyjski – związek wyznaniowy oparty na nauce buddyzmu zen, będący częścią międzynarodowej sanghi buddyjskiej White Plum Asanga (założyciel: Taizan Maezumi) oraz Zen Peacemakers (założyciel: Bernie Glassman). Sangha należy do Polskiej Unii Buddyjskiej. Zgodnie z danymi ze spisu powszechnego w 2021 roku związek liczył 201 członków.
Związek wyznaniowy rozpoczął działalność na terenie Polski w roku 1983, został zarejestrowany w roku 1987. Od 1992 do 2014 roku polską Sanghę Kanzeon prowadziła Małgorzata Braunek (Jiho rōshi), od 2014 roku zwierzchnikiem sanghi jest rōshi Andrzej Getsugen Krajewski.